# Castellania
Castellania – miejscowość i gmina we Włoszech, w regionie Piemont, w prowincji Alessandria.
Według danych na styczeń 2010 gminę zamieszkiwało 85 osób przy gęstości zaludnienia 11,1 os./1 km².